# Monasterio de Timotesubani
El monasterio de Timotesubani (en georgiano: ტიმოთესუბანი) es un complejo medieval monástico cristiano ortodoxo situado en la localidad del mismo nombre en Borjomi Gorge, región de Samtskje-Yavajeti, Georgia.

## Historia
El complejo consiste en una serie de estructuras construidas entre los siglos XI y XVIII, de las cuales la Iglesia de la Dormición es el edificio más grande y artísticamente exquisito construido durante la "Edad de oro" de la Georgia medieval bajo órdenes de la reina Tamar (r. 1184-1213) ). Una inscripción contemporánea conmemora al noble georgiano Shalva de Akhaltsikhe como mecenas de la iglesia.

## Diseño
La iglesia tiene un diseño de cruz con cúpula construida en piedra rosa, con tres ábsides que se proyectan hacia el este. Su cúpula descansa sobre los dos pilares y repisas del altar, colocadas libremente. Posteriormente, se agregaron los portales oeste y sur.  
El interior fue pintado en fresco, como mínimo, a partir de 1220. Los murales de Timotesubani son conocidos por su vivacidad y complejidad del programa iconográfico. E. Privalova y sus colegas limpiaron y estudiaron estos frescos en la década de 1970 y los sometieron a un tratamiento de emergencia y conservación con la ayuda del Fondo Mundial de Monumentos y la Fundación Samuel H. Kress en la década de 2000.